# 讃美告白
讃美告白（さんびこくはく）とは、日本基督教団における術語で、信条、信仰告白の讃美としての性質を強調した表現。
日本基督教団信仰告白を起草し、またその解説を書いた北森嘉蔵牧師は、信仰告白の律法的な拘束性ではなく、讃美としての性格を主張している。北森牧師は「信仰告白の拘束性は福音的に受け取られるべきであって、律法的に受け取られてはならない」としている。
これは、ルーテル教会の神学であるルター派的二元論が反映されているとする指摘がある。